# Hugo Deenen
Hugo Deenen (Maastricht, 14 juli 2004) is een Nederlands voetballer die doorgaans speelt als vleugelspeler. In augustus 2024 debuteerde hij voor FC Eindhoven.

## Clubcarrière
Deenen speelde in de jeugd van VV Geldrop en werd medio 2021 opgenomen in de opleiding van MVV Maastricht. In januari 2023 besloot hij weer terug te keren bij Geldrop om zich te kunnen focussen op zijn studie. Maurice Verberne tipte hem bij FC Eindhoven en die club nam hem in de zomer van 2023 over. Na een jaar in het belofteteam mocht Deenen zich aan het begin van het seizoen 2024/25 melden bij het eerste elftal. Hij maakte op 9 augustus 2024 zijn professionele debuut, thuis tegen FC Den Bosch. Hij mocht van Verberne in de basis beginnen en zag zijn ploeg met 2–0 winnen door treffers van Boris van Schuppen en Evan Rottier.
De week erop werd gespeeld op bezoek bij Telstar. Deenen begon andermaal in de basis en maakte twee doelpunten, waarvan Van Schuppen de uitslag bepaalde op 0–3. De vleugelaanvaller sloot de jaargang af met zes competitietreffers in zesentwintig optredens. Hierop tekende hij een contract voor twee seizoenen bij FC Eindhoven.

## Clubstatistieken
| Seizoen | Club         | Competitie     | Competitie | Competitie | Beker | Beker | Internationaal | Internationaal | Totaal | Totaal |
| Seizoen | Club         | Competitie     | Wed.       | Dlp.       | Wed.  | Dlp.  | Wed.           | Dlp.           | Wed.   | Dlp.   |
| ------- | ------------ | -------------- | ---------- | ---------- | ----- | ----- | -------------- | -------------- | ------ | ------ |
| 2024/25 | FC Eindhoven | Eerste divisie | 26         | 6          | 2     | 0     | —              | —              | 28     | 6      |
| Totaal  | Totaal       | Totaal         | 26         | 6          | 2     | 0     | 0              | 0              | 28     | 6      |

Bijgewerkt op 30 juni 2025.